# Edgewood (Indiana)
Edgewood – miasto w Stanach Zjednoczonych, w stanie Indiana, w hrabstwie Madison.